# پلی‌آمید
پلی آمید (به انگلیسی: Polyamide) یک ابر مولکول با تکرار واحدهای مرتبط با زنجیرهٔ آمید است. پلی آمید هم به صورت طبیعی و هم به صورت مصنوعی ساخته می‌شود. نمونه‌هایی از پلی آمید طبیعی، پروتئین‌ها (پشم و ابریشم) هستند. پلی آمید مصنوعی می‌تواند از طریق پلیمریزاسیون مرحله رشد یا سنتز فاز جامد مواد مانند نایلون، آرامیدها و پلی سدیم (آسپارتات) ساخته شود.یکی از پلی آمیدهای مصنوعی معمولاً برای تولید پارچه است. علاوه بر آن در ابزار پزشکی، لوازم الکتریکی و بلبرینگ‌ها کاربرد دارد. پلاستیک هایی از جنس پلی آمید که دچار آسیب دیدگی می شوند را می توان به کمک الکترود های جوش پلاستیک و فرآیندی که به آن جوشکاری پلاستیک می گویند تعمیر و ترمیم کرد.

## دسته‌بندی
پلیمرها از اسیدهای آمینه شناخته شده یا پلی پپتید پروتئین ساخته شده‌اند.
با توجه به ترکیب زنجیره اصلی خود، پلی آمید مصنوعی را می‌توان به شرح زیر دسته‌بندی کرد:
| خانواده پلی آمید                | زنجیره اصلی | نمونه‌هایی از پلی آمیدها                     | نمونه‌هایی از محصولات تجاری                                                         |
| ------------------------------- | ----------- | ------------------------------------------- | ---------------------------------------------------------------------------------- |
| آلیفاتیک پلی آمیدها             | چربی دار    | نایلون ۶ و نایلون ۶۶                        | زایتل از دوپونت، تکنیل از سولوی، ریلسان و ریلسامید از آرکما، رادیپل از گروه رادیچی |
| پلی فت آمید                     | نیمه معطر   | نایلون 6T = هگزامتیلن‌دی‌آمین + ترفتالیک اسید | تراگ آمید از اونیک، آمودل از سولوی                                                 |
| آرامیدها = پلی آمیدهای آروماتیک | آروماتیک    | پارا-فنیلین دی‌آمین + ترفتالیک اسید          | کولار و نومکس از دوپونت، تیجی کانکس، تورن و تکنورا از تیجین، کرمل از کرمل.         |

همه پلی آمیدها توسط تشکیل یک تابع آمید برای پیوند دو مولکول مونومر با هم ساخته شده‌اند. مونومرها می‌تواند آمیدها خود (معمولاً در قالب یک چرخه بتالاکتام مانند طرح کاپرولاکتام)، آمینو اسیدهای ω-α یا مخلوطی از یک استوکیومتری دی آمین و یک دی اسید باشند. هر دو این نوع از پیش سازها هموپلیمر را تشکیل می‌دهند. پلی آمید می‌توان به راحتی کوپولو مرایز، و در نتیجه بسیاری از مخلوط مونومر که می‌تواند در نوبه خود منجر به بسیاری از کوپلیمرها، امکان‌پذیر می‌باشد. علاوه بر این بسیاری از پلیمرهای نایلون قابل ترکیب با یکدیگر امکان ایجاد مخلوط را دارا هستند.

## شیمی پلیمریزیشن
در موجودات زنده، اسیدهای آمینه با یکدیگر توسط یک آنزیم تغلیظ شده به صورت گروه آمید (شناخته شده به عنوان پپتید) در می‌آیند. پلیمرهای به وجود آمده به عنوان پلی پپتید یا پروتئین شناخته شده‌است. برای تولید صنعتی پلی آمید مصنوعی با حداقل یکی از آلیفاتیک مونومر ("پلیمرهای نایلون")، آمید از واکنش تراکمی از یک گروه آمینو و یک گروه اسید کربوکسیلیک تولید می‌شود. آب حذف شده‌است. برای پلی آمید به‌طور کامل آروماتیک یا کولار، آرامیدها، کلرید اسید به عنوان یک مونومر استفاده می‌شود. واکنش پلیمریزاسیون با گروه آمین، هیدروژن کلرید را از بین می‌برد. مسیر اسید کلرید می‌تواند به عنوان یک سنتز آزمایشگاهی برای جلوگیری از گرمایش و به دست آوردن یک واکنش تراکمی آنی استفاده کرد.
گروه آمینو و گروه کربوکسیلیک اسید می‌توانند در مونومر همان، یا پلیمر را می‌توان از دو مونومر دوعاملی مختلف، یکی با دو گروه آمینه، از سوی دیگر با دو گروه اسید کلرید یا اسید کربوکسیلیک تشکیل داد.
اسیدهای آمینه را می‌توان به عنوان نمونه‌هایی از تک مونومر در نظر گرفت (در صورت تفاوت بین گروه آلکیل نادیده گرفته شده). واکنش با مولکول‌های یکسان به شکل یک پلی آمید:

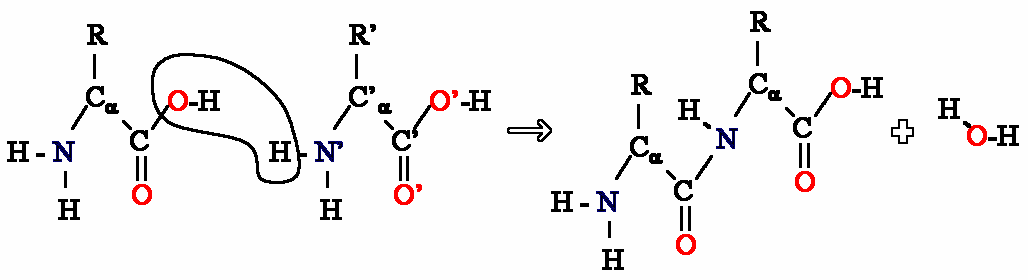
واکنش دو آمینو اسید می‌باشد. بسیاری از این واکنش به منظور تولید زنجیره‌ای طولانی از پروتئین است

آرامید (تصویر زیر) از دو مونومر مختلف که به‌طور مداوم متناوب به شکل پلیمر و پلی آمید آروماتیک است، ساخته شده‌است:

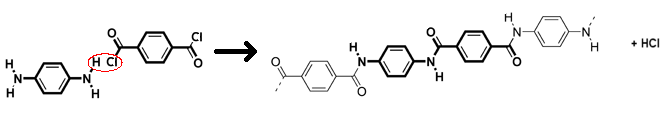
واکنش ۱٬۴-فنیل-دی آمین (پارا فنیلن دی آمین) و ترافتولی کلرید به تولید آرامید